# Betanecol
Betanecolul este un compus parasimpatomimetic derivat de carbamat care stimulează receptorii muscarinici dar nu și cei nicotinici. Are durată de acțiune mai lungă decât acetilcolina pentru că nu este degradat de colinesteraze.

## Utilizări medicale
Betanecolul este utilizat pentru tratamentul uscăciunii gurii și uneori este administrat oral sau subcutanat pentru a trata retenția urinară care apare ca urmare a anesteziei generale, a neuropatiei diabetice vezicale sau ca efect advers al antidepresivelor.
Se poate administra post-operator pentru a inversa acțiunea atropinei (care induce atonie gastro-intestinală și vezicală) administrate înainte operației pentru prevenirea eliminării conținutului vezical/intestinal.